# La Tiza
La Tiza è un comune (corregimiento) della Repubblica di Panama situato nel distretto di Las Tablas, provincia di Los Santos. Si estende su una superficie di 3,8 km² e conta una popolazione di 1.702 abitanti (censimento 2010).